# Coquelicot Asleep in the Poppies: A Variety of Whimsical Verse
Coquelicot Asleep in the Poppies: A Variety of Whimsical Verse è il quarto disco a piena durata realizzato dalla band indie pop Of Montreal nel 2001 e pubblicato dalla casa discografica Kindercore Records. È stato considerato per molto tempo la loro opera più ambiziosa, ma tale osservazione potrebbe mutare alla luce dei più recenti album Skeletal Lamping e Paralytic Stalks.
La maggior parte delle canzoni dell'album raccontano bizzarre storie riguardo a personaggi inventati. Inoltre, "The Events Leading Up to the Collapse of Detective Dullight" "è una traccia di solo parlato. In sostanza, l'album è un concept album libero.
Coquelicot si pronuncia "Coc-li-coh" ed è un nome vernacolare francese per il papavero, il fiore comunemente associato al Giorno della Memoria nei paesi del Commonwealth.

## Il disco
In un'intervista il frontman Kevin Barnes ha detto "Coquelicot è un'Efeblum. Un'Efeblum è una creatura simile a una fata che lavora presso le Efeneties (spiriti amorevoli) mettendo campanelle all'interno del cuore della gente. Quando qualcuno ha nel cuore una campanella, questi è in grado di creare opere d'arte, innamorarsi ed essere in pace col mondo. Coquelicot, durante uno dei suoi viaggi verso la Terra, decide di abbandonare le sue campanelle per sperimentare la vita come un essere umano. Invece di vivere nella realtà, lei decide di provare a farlo in uno stato di sonnolenza tra inconscio e conscio. È in questo mondo del subconscio che lei incontra Claude e Lecithin l'inventore. I due fanno ogni sorta di pazzie insieme, come combattere battaglie incredibili contro alberi sempreverdi e satelliti, essere inseguiti da zombies psicotici, giocare con le invenzioni di Lecithin e infine andare a vivere su di un'isola deserta e congelata. Alla fine, Coquelicot si sente pieno di rimorsi per aver trascurato le sue responsabilità come Efeblum, e decide di tornare al lavoro. Lei non può più sopportare il pensiero di abbandonare i suoi due nuovi migliori amici e li invita a venire con lei. Questi [accettano] felicemente e la accompagnano come Efeblum onorari."